# 2018 Schuster
2018 Schuster è un asteroide della fascia principale. Scoperto nel 1931, presenta un'orbita caratterizzata da un semiasse maggiore pari a 2,1829771 UA e da un'eccentricità di 0,1924039, inclinata di 2,55754° rispetto all'eclittica.
Denominato in onore dell'astronomo tedesco Hans-Emil Schuster.